# Теніс на літніх Олімпійських іграх 2008
Змагання з тенісу на ХХІХ Літніх Олімпійських іграх пройшли з 10 по 17 серпня 2008. 176 спортсменів з 49 країн змагалися за чотири комплекти нагород.

## Медалі

### Загальний залік

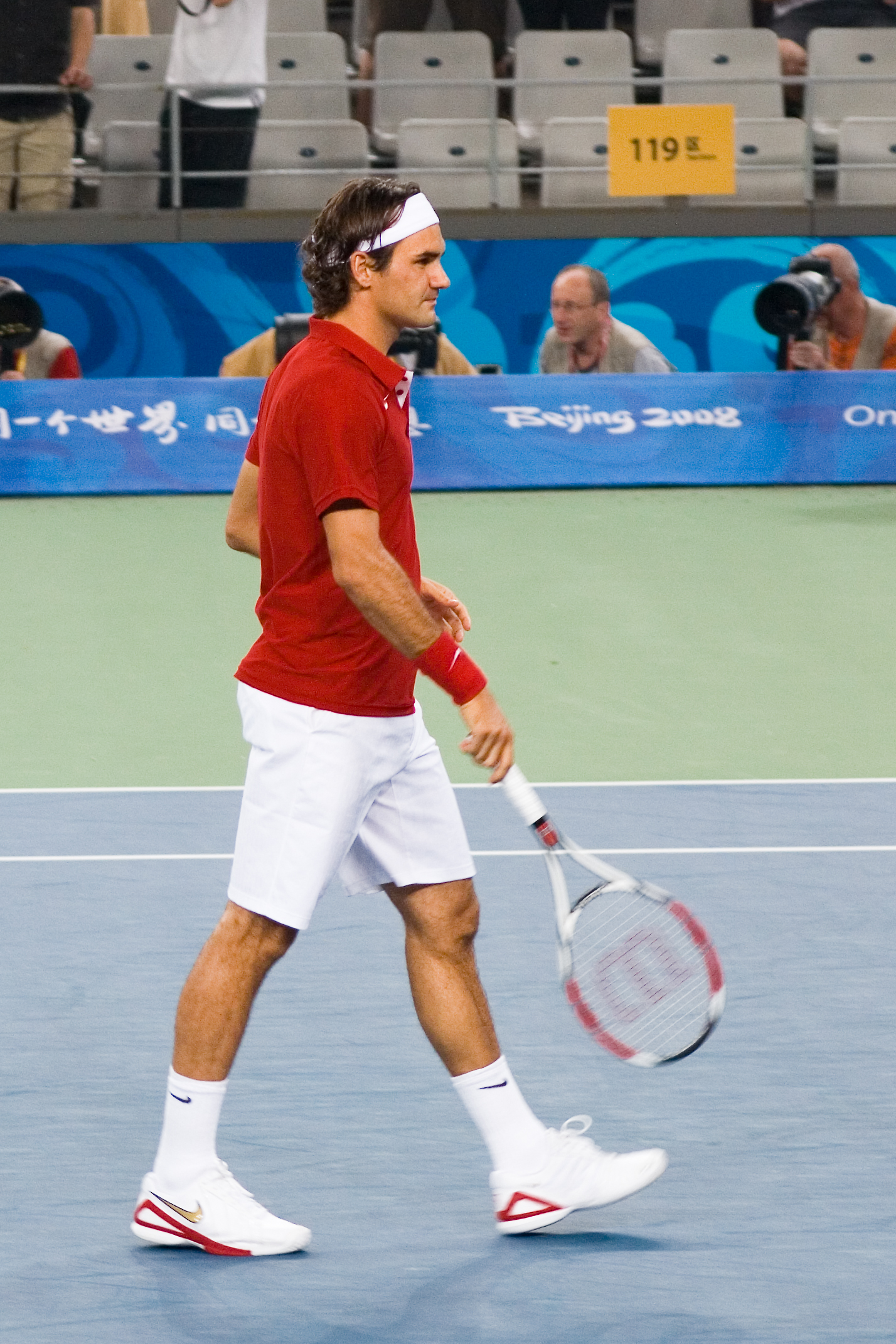
Олімпійський чемпіон — Роджер Федерер

| Загальна кількість медалей |           |        |        |        |        |
| Місце                      | Країна    | Золото | Срібло | Бронза | Всього |
| 1                          | Росія     | 1      | 1      | 1      | 3      |
| 2                          | Іспанія   | 1      | 1      | 0      | 2      |
| 3                          | США       | 1      | 0      | 1      | 2      |
| 4                          | Швейцарія | 1      | 0      | 0      | 1      |
| 5                          | Чилі      | 0      | 1      | 0      | 1      |
| 5                          | Швеція    | 0      | 1      | 0      | 1      |
| 7                          | Чилі      | 0      | 0      | 1      | 1      |
| 7                          | Сербія    | 0      | 0      | 1      | 1      |

### Призери
| Дисципліна                 | Золото                            | Срібло                                          | Бронза               |
| Чоловічий одиночний розряд | Рафаель Надаль                    | Фернандо Гонсалес                               | Новак Джокович       |
| Жіночий одиночний розряд   | Олена Дементьєва                  | Дінара Сафіна                                   | Віра Звонарьова      |
| Чоловічий парний розряд    | Роджер Федерер Станіслас Ваврінка | Сімон Аспелін Томас Юганссон                    | Боб Браян Майк Браян |
| Жіночий парний розряд      | Серена Вільямс Вінус Вільямс      | Анабель Медіна Гаррігес Вірхінія Руано Паскуаль | Янь Цзи Чжен Цзє     |

## Спортивні об'єкти
Місце проведення змагань Олімпійський зелений тенісний центр.

## Кваліфікація
Кожна з країн має право заявити 6 жінок та 6 чоловіків, з урахуванням того, що в одиночному розряді кожна з країн повинна мати не більше 4 спортсменів, а в парному не більше 2 пар.
| Критерії              | Кваліфікація | Дата                   | Чоловіки  | Жінки     |
| Одиночний             | Одиночний | Одиночний              | Одиночний | Одиночний |
| --------------------- | --- | ---------------------- | --------- | --------- |
| Світовий рейтинг      | 48 тенісистів кваліфікуються згідно зі світовим рейтингом. Кожен зі спортсменів, котрий кваліфікувався на одиночні змагання автоматично отримує право на участь у парних. | 9 червня, 2008         | 48        | 48        |
| Запрошення комісії    | 2 місця в чоловічому розряді та два місця в жіночому. | Квітень — Червень 2008 | 2         | 2         |
| Фінальна кваліфікація | 8 місць розподіляються згідно зі світовим рейтингом, 6 місць розподіляються для різних континентів та НОК.                                                                | 2 липня, 2008          | 14        | 14        |
| Пари                  | |                        |           |           |
| Світовий рейтинг      | 10 тенісистів кваліфікуються згідно зі світовим рейтингом. Кожен спортсмен, що кваліфікувався на одиночні змагання автоматично отримує право брати участь і в парних.     | 9 червня, 2008         | 10        | 10        |
| Фінальна квалфікація  | Останні 86 місць розподіляються для різних континентів та НОК. | 2 червня 2008          | ?         | ?         |

Критерії кваліфікації на Олімпійський турнір:
- Світовий рейтинг
- Наявність кваліфікованих тенісистів від країни
- Кількість тенісистів у рейтингу ITF
- Географічне положення

## Очки
Чоловіки ATP
- Золото — 400
- Срібло — 280
- Бронза — 205
- 4-е місце — 155
- 1/4 фіналу — 100
- 1/16 фіналу — 50
- 1/32 фіналу — 25
- 1-е коло — 5

Жінки WTA
- Золото — 353
- Срібло — 245
- Бронза — 175
- 4-е місце — 135
- 1/4 фіналу — 90
- 1/16 фіналу — 48
- 1/32 фіналу — 28
- 1-й коло — 1

## Змагання

### Чоловічий одиночний розряд
- Вирішальні матчі:

|  | Півфінал | Півфінал          | Півфінал       | Півфінал | Півфінал |   |                | Фінал               | Фінал               | Фінал               | Фінал               | Фінал               |
|  |          |                   |                |          |          |   |                |                     |                     |                     |                     |                     |
|  | 8        | Джеймс Блейк      | 6              | 5        | 9        |   |                |                     |                     |                     |                     |                     |
|  | 12       | Фернандо Гонсалес | 4              | 7        | 11       |   |                |                     |                     |                     |                     |                     |
|  | 12       | Фернандо Гонсалес | 4              | 7        | 11       |   | 12             | Фернандо Гонсалес   | 3                   | 6                   | 3                   |                     |
|  |          |                   |                |          |          |   | 12             | Фернандо Гонсалес   | 3                   | 6                   | 3                   |                     |
|  |          | 2                 | Рафаель Надаль | 6        | 7        | 6 |                |                     |                     |                     |                     |                     |
|  | 3        | 2                 | Рафаель Надаль | 6        | 7        | 6 | Новак Джокович | 4                   | 6                   | 4                   |                     |                     |
|  | 3        |                   |                |          |          |   | Новак Джокович | 4                   | 6                   | 4                   |                     |                     |
|  | 2        | Рафаель Надаль    | 6              | 1        | 6        |   |                | Матч за трете місце | Матч за трете місце | Матч за трете місце | Матч за трете місце | Матч за трете місце |
|  |          |                   |                |          |          |   | 8              | Джеймс Блейк        | 3                   | 6                   |                     |                     |
|  |          |                   |                |          |          |   |                | 3                   | Новак Джокович      | 6                   | 7                   |                     |

### Жіночий одиночний розряд
- Вирішальні матчі:

|  | Півфінал | Півфінал         | Півфінал      | Півфінал | Півфінал |   |                  | Фінал               | Фінал               | Фінал               | Фінал               | Фінал               |
|  |          |                  |               |          |          |   |                  |                     |                     |                     |                     |                     |
|  | 9        | Віра Звонарьова  | 3             | 6        |          |   |                  |                     |                     |                     |                     |                     |
|  | 5        | Олена Дементьєва | 6             | 7        |          |   |                  |                     |                     |                     |                     |                     |
|  | 5        | Олена Дементьєва | 6             | 7        |          | 5 | Олена Дементьєва | 3                   | 7                   | 6                   |                     |                     |
|  |          |                  |               |          |          | 5 | Олена Дементьєва | 3                   | 7                   | 6                   |                     |                     |
|  |          | 6                | Дінара Сафіна | 6        | 5        | 3 |                  |                     |                     |                     |                     |                     |
|  |          | 6                | Дінара Сафіна | 6        | 5        | 3 | Лі На            | 6                   | 5                   |                     |                     |                     |
|  |          |                  |               |          |          |   | Лі На            | 6                   | 5                   |                     |                     |                     |
|  | 6        | Дінара Сафіна    | 7             | 7        |          |   |                  | Матч за трете місце | Матч за трете місце | Матч за трете місце | Матч за трете місце | Матч за трете місце |
|  |          |                  |               |          |          |   | 9                | Віра Звонарьова     | 6                   | 7                   |                     |                     |
|  |          |                  |               |          |          |   |                  |                     | Лі На               | 0                   | 5                   |                     |

### Чоловічий парний розряд
- Вирішальні матчі:

|  | Півфінал | Півфінал                          | Півфінал                      | Півфінал | Півфінал |   |                                   | Фінал                | Фінал                      | Фінал               | Фінал               | Фінал               |
|  |          |                                   |                               |          |          |   |                                   |                      |                            |                     |                     |                     |
|  | 1        | Боб Браян Майк Браян              | 6                             | 4        |          |   |                                   |                      |                            |                     |                     |                     |
|  | 4        | Роджер Федерер Станіслас Ваврінка | 7                             | 6        |          |   |                                   |                      |                            |                     |                     |                     |
|  | 4        | Роджер Федерер Станіслас Ваврінка | 7                             | 6        |          | 4 | Роджер Федерер Станіслас Ваврінка | 6                    | 6                          | 6                   |                     |                     |
|  |          |                                   |                               |          |          | 4 | Роджер Федерер Станіслас Ваврінка | 6                    | 6                          | 6                   |                     |                     |
|  |          |                                   | Сімон Аспелін Томас Йоханссон | 3        | 4        | 7 |                                   |                      |                            |                     |                     |                     |
|  |          | Арно Клеман Мікаель Льодра        | Сімон Аспелін Томас Йоханссон | 3        | 4        | 7 | 6                                 | 6                    | 17                         |                     |                     |                     |
|  |          | Арно Клеман Мікаель Льодра        |                               |          |          |   | 6                                 | 6                    | 17                         |                     |                     |                     |
|  |          | Сімон Аспелін Томас Йоханссон     | 7                             | 4        | 19       |   |                                   | Матч за трете місце  | Матч за трете місце        | Матч за трете місце | Матч за трете місце | Матч за трете місце |
|  |          |                                   |                               |          |          |   | 1                                 | Боб Браян Майк Браян | 3                          | 6                   | 6                   |                     |
|  |          |                                   |                               |          |          |   |                                   |                      | Арно Клеман Микаель Ллодра | 6                   | 3                   | 4                   |

### Жіночий парний розряд
- Вирішальні матчі:

|  | Півфінал                                        | Півфінал                                        | Півфінал                     | Півфінал | Півфінал |                                                 |                                                 | Фінал                                 | Фінал                                 | Фінал               | Фінал               | Фінал               |
|  |                                                 |                                                 |                              |          |          |                                                 |                                                 |                                       |                                       |                     |                     |                     |
|  | Янь Цзи Чжен Цзє                                | Янь Цзи Чжен Цзє                                | 4                            | 6        |          |                                                 |                                                 |                                       |                                       |                     |                     |                     |
|  | Анабель Медіна Гаррігес Вірхінія Руано Паскуаль | Анабель Медіна Гаррігес Вірхінія Руано Паскуаль | 6                            | 7        |          |                                                 |                                                 |                                       |                                       |                     |                     |                     |
|  | Анабель Медіна Гаррігес Вірхінія Руано Паскуаль | Анабель Медіна Гаррігес Вірхінія Руано Паскуаль | 6                            | 7        |          | Анабель Медіна Гаррігес Вірхінія Руано Паскуаль | Анабель Медіна Гаррігес Вірхінія Руано Паскуаль | 2                                     | 0                                     |                     |                     |                     |
|  |                                                 |                                                 |                              |          |          | Анабель Медіна Гаррігес Вірхінія Руано Паскуаль | Анабель Медіна Гаррігес Вірхінія Руано Паскуаль | 2                                     | 0                                     |                     |                     |                     |
|  |                                                 | Вінус Вільямс Серена Вільямс                    | Вінус Вільямс Серена Вільямс | 6        | 6        |                                                 |                                                 |                                       |                                       |                     |                     |                     |
|  | Катерина Бондаренко Альона Бондаренко           | Катерина Бондаренко Альона Бондаренко           | Вінус Вільямс Серена Вільямс | 6        | 6        | 6                                               | 4                                               | 1                                     |                                       |                     |                     |                     |
|  | Катерина Бондаренко Альона Бондаренко           | Катерина Бондаренко Альона Бондаренко           |                              |          |          | 6                                               | 4                                               | 1                                     |                                       |                     |                     |                     |
|  | Вінус Вільямс Серена Вільямс                    | Вінус Вільямс Серена Вільямс                    | 4                            | 6        | 6        |                                                 |                                                 | Матч за трете місце                   | Матч за трете місце                   | Матч за трете місце | Матч за трете місце | Матч за трете місце |
|  |                                                 |                                                 |                              |          |          |                                                 | Янь Цзи Чжен Цзє                                | Янь Цзи Чжен Цзє                      | 6                                     | 6                   |                     |                     |
|  |                                                 |                                                 |                              |          |          |                                                 |                                                 | Катерина Бондаренко Альона Бондаренко | Катерина Бондаренко Альона Бондаренко | 2                   | 2                   |                     |